# Piñan
Piñan est une localité de la province de Zamboanga du Nord, aux Philippines. En 2015, elle compte 20 161 habitants.